# 東京外環線
东京外环线（ 日语：／ Tokyo Sotokanjōsen ）是日本國鐵位於日本首都圈山手货运线外20公里計畫铁路线，连接东海道本线、中央本线、东北本线、常磐线、总武本线5条放射线的一条環狀路線 。
最初，整个区间被规划为日本国铁线路，在施工冻结之后，由各运营商依次开通（除京葉臨海鐵道臨海本線在1963年便已開通）。
当前东海道货物线鹤见站和川崎货物站區间（即鹤鹽线）也在本條目中描述，因为當時是包括在東京外環線的計畫之中。

## 路线概要
东京外环线由三条线路组成：环绕东京郊区的武藏野线和小金线，以及环绕东京湾的京叶线。路线與今日JR东日本拥有的武藏野线和京叶线路线類似，但並未完全一致。详细路线计划如下。
| 武藏野 | 北馬橋   | 新鶴見 |
| 小金   | 西船橋   | 新松戶 |
| 京葉   | 川崎貨物 | 木更津 |

武藏野线
- 从常磐线北馬橋站经南浦和、西国分寺到新鶴見信號場的铁路[3] 。
- 由东线（北馬橋 - 西浦和）、西线（西浦和 - 多摩川）和南线（多摩川-新鹤见）三个部分组成，相當於现在的武藏野线新松户 - 新鶴見信號場 [1]。

小金线
- 从总武本线西船桥经八柱站到常磐线北馬橋的铁路[3]。
- 相當於现在的武藏野线西船桥 - 新松户[1]。

京叶线
- 从川崎市川崎货物站沿东京湾到千叶县木更津站的铁路[3] 。
- 相当于现在的东海道货运线川崎货物站 - 東京貨物總站、东京临海高速铁路临海线大井町站 - 新木场站、京叶线新木场站 - 蘇我站、京葉臨海鐵道臨海本線全線 (北袖站（日语：北袖駅） - 木更津站未建成)[1] 。

## 建設过程
随着日本战后经济奇迹的經濟發展，日本的货运量急剧增加。其中，以山手线和品鶴線为中心，贯穿或从东京市中心出发的货运线路运力达到极限。此外作为东海道本线货运基地的汐留站，其运力已接近极限，因此当时日本国铁计划修建一条新的货运线路，從首都圈外圍繞過东京市中心。

## 计划变更
然而经济高速增长的同時，日本人口也增加了，特别是在首都东京。正在建设的東京外環線被向郊区扩展的住宅区吞没，有人担心住宅區住戶会发起反对建设的运动。此外，由于机动車的普及，铁路货运需求自1970年代以来逐步减少。因此为了获得沿线居民的理解，以及服務首都圈衛星都市間的旅客輸送，日本国铁决定将原计划作为货运线路的东京外环线部分路段改为客运线路，即现在的武藏野线府中本町站－西船桥站和京叶线新木场站－蘇我站。
此外现在京叶线沿线的填海地，原本是作为工业用地而创建的，但由于石油危机后重工业的衰落，计划变成了住宅用地。后来，这个修改后的计划區作为東京臨海副都心成为了众人瞩目的焦点。京叶线也因為转移為客运线路而将新木场后的路线从大井方向更改为往东京站，而在计划更改之前已在建设中的新木场和东京货运站之间的路線成為未完成的线路，直到预定于1996年举行的世界城市博览会才利用該并利用该路線开通临海线。